# Трутнев, Иван Петрович
Ива́н Петро́вич Тру́тнев (1827, Лихвин, Калужская губерния — 5 [18] февраля 1912, Вильна) — русский живописец и педагог, основатель и руководитель Виленской Рисовальной школы, академик (c 1868) и почётный вольный общник (c 1881) Императорской Академии художеств.

## Биография

### Ранние годы

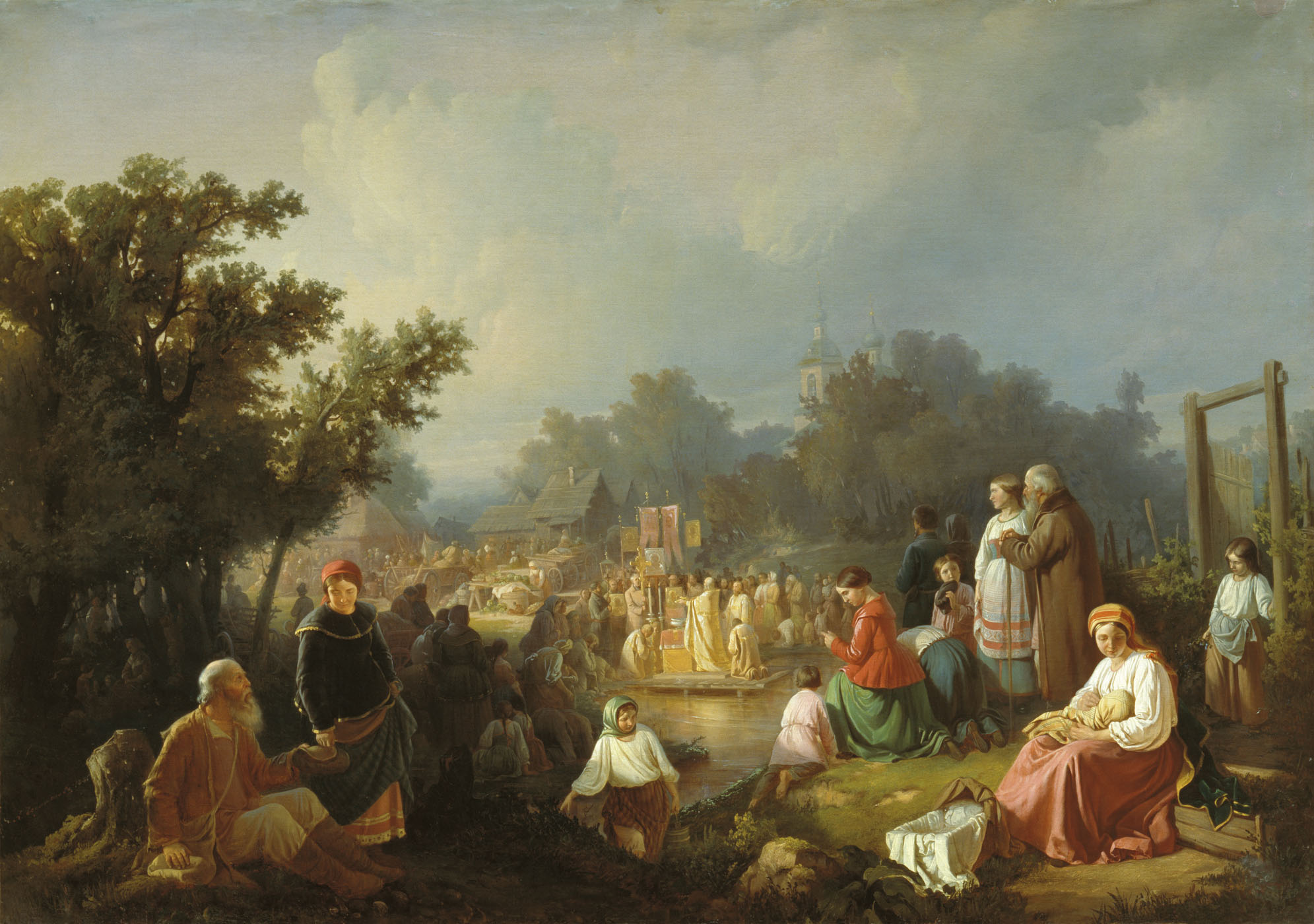
«Крестный ход на водоосвящение в деревне», (1858), холст, масло — Национальный художественный музей Республики Беларусь.

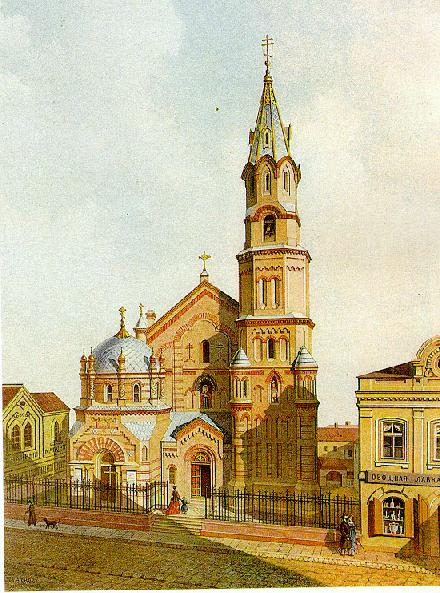
«Православная церковь Св. Николая в Вильне», (1864), литография

Родился в семье крестьянина Калужской губернии. В 1845 году поступил в художественную школу графа Строганова в Москве. Закончил её в 1849 году с аттестатом учителя рисования. В 1851–1858 годах продолжил обучение в Петербургской академии художеств в студии батального жанра у профессора Б. П. Виллевальде. В 1852–1854 годах на выставках студенческих работ картины «Больной солдат и французы у огня», «Игра в носки», «Игра в жмурки» (приобретена Николаем I, 1854) награждались серебряными и золотыми медалями. За работу «Крестьянин благословляет своего сына в ополчение» в 1855 году получил золотую медаль. Картину, носившую характер не столько историко-батального жанра, а бытовой сцены, приобрёл известный предприниматель В. А. Кокорев. Заканчивая курс академии, Трутнев написал «Крестный ход в деревне» (1858). Работа была награждена большой золотой медалью, предоставляющей право в течение шести лет на средства академии совершенствоваться в области искусства за границей. До отъезда за границу выполнял поручения знаменитого коллекционера П. М. Третьякова. 1860–1865 годы провёл в путешествиях по Европе, посетив Вену, Париж, Дрезден, Антверпен.
В 1868 году получил звание академика Императорской Академии художеств.

### Вильна
В 1866 году начал работать учителем рисования и каллиграфии в Витебской мужской гимназии. В том же году получил приглашение попечителя Виленского учебного округа И. П. Корнилова организовать в Вильне школу рисования с тем, чтобы «местное искусство» «отлилось в русские формы», тем более, что, по словам А. И. Миловидова, в крае не было «ни одной русской художественной мастерской, нельзя было найти живописца для икон, иконостаса и стенной росписи православных церквей». С 1866 года Трутнев преподавал в Вильне чистописание, рисование и черчение в прогимназии, реальном училище, гимназии, на бесплатных классах технического рисования и черчения для ремесленников, руководил школой рисования.

### Творчество
Трутнев был постоянным участником выставок, организуемых художниками-передвижниками и петербургской Академией художеств. В 1868 году за картины, написанные в Вильне, совет Академии художеств удостоил его звания академика. В Вильне писал виды города и окрестностей, жанровые полотна на местные темы «Литовская корчма», «Толкучий рынок в Вильне», «Казимировская ярмарка», «Плотовщики на реке Вилии», «Гвалт» (1905), сцены еврейской жизни «Накануне шабаша», «Подвальные трущобы», «Евреи в синагоге», картины церковно-исторического содержания («Св. виленского мученика Антония ведут на казнь») и официозные сцены («Визит Александра II в Музее древностей в Вильне»), официальные академические портреты высших чиновников — попечителя Виленского учебного округа Н. А. Сергиевского, виленского генерал-губернатора В. Н. Троцкого, покровителя православия в Великом княжестве Литовском князя Константина Острожского, митрополита Литовского и Виленского Иосифа (Семашко), портреты близких ему людей. Значительно наследие графических работ («Извозчик», «Богомольцы Кальварии»). Трутнев совместно с В. В. Грязновым и академиком М. А. Чижовым разработал проект памятника Михаилу Муравьёву в Вильне, заложенного в 1897 году.

### Иконопись
Особая область творчества Трутнева — иконы для церквей городов западных губерний Ковна, Минска, Гродно, Чернигова, Хелма (3 иконостаса), Люблина (2 иконостаса), в варшавской тюрьме. За бесплатную роспись иконостаса для варшавской тюремной церкви в 1877 году награждён орденом Святой Анны 2-й степени. Несколько икон и иконостасов работы Трутнева находилось в виленской церкви Свято-Духова монастыря, часовнях 1-й гимназии, женского Мариинского училища, в церкви Лукишской тюрьмы (строилась в 1901–1904). Крупная работа Трутнева — 73 иконы в пятиярусном иконостасе (святая Евфросиния Полоцкая, святой Александр Невский и другие святые, имевшие отношение к западнорусским землям) виленского Пречистенского собора (старостой которого он был свыше двадцати лет).

### Виленская рисовальная школа

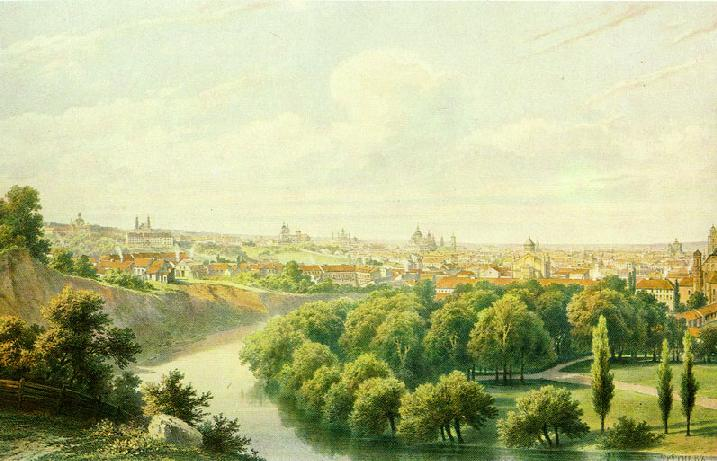
«Панорама Вильнюса с горы Бекеша», (1865), хромолитография.

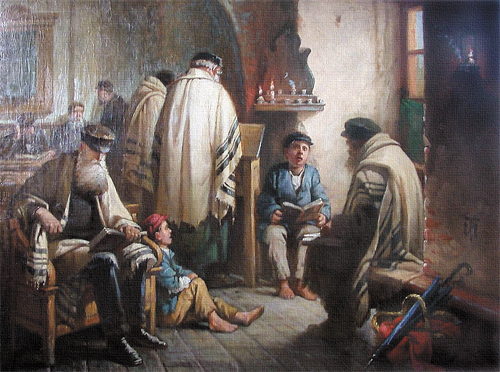
«Евреи на молитве», (1911), холст, масло — Еврейский музей и центр толерантности.

Главная заслуга Трутнева — основанная и руководимая им школа. Она стала основным художественным учебным заведением Литвы второй половины XIX — начала XX вв. и заново после перерыва в три десятилетия, прошедших после ликвидации Виленского университета в 1832 году, положила начало профессиональному художественному обучению в стране. В школу принимали без различия национальностей, сословий, вероисповеданий; атмосфера в школе отличалась демократичностью. Число учеников постоянно росло: в 1866 году—100, в 1867-м — до 110, в 1868-м—130. По подсчетам А. И. Миловидова, за 41 год её посещали более 4000 человек, к 1912 году полный курс окончили 193 чел., из них более 50 поступило в петербургскую Академию художеств, другие — в высшую школу технического рисования барона Штиглица, в московское Строгановское училище, в академии берлинскую, мюнхенскую, парижскую.
Вместе с Трутневым в школе преподавали Василий Грязнов, Юзеф Балзукевич, Тадас Даугирдас, Станислав Яроцкий, Иван Рыбаков, Сергей Южанин, Николай Сергеев-Коробов; некоторые из его коллег сами были учениками школы.
Начальную подготовку в школе получили художники (живописцы, графики, скульпторы, мастера художественной фотографии) разных стилей и творческих ориентаций, оставившие заметный след в истории искусства Белоруссии, Бразилии, Литвы, Польши, Франции — Болеслав Балзукевич, Юзеф Балзукевич, Константин Гурский, Владас Диджёкас, Антанас Жмуйдзинавичюс, Юозас Зикарас, Витаутас Кайрюкштис, Жак Липшиц, Лазарь Сегал, Хаим Сутин, Станислав Флери, Бронислав Ямонтт, Язеп Дроздович, Рафал Яхимович, Людомир Слендзинский и многие другие.
За организацию и управление школой в 1881 году Трутнев был избран почётным вольным общником Академии художеств.

### Общественная деятельность

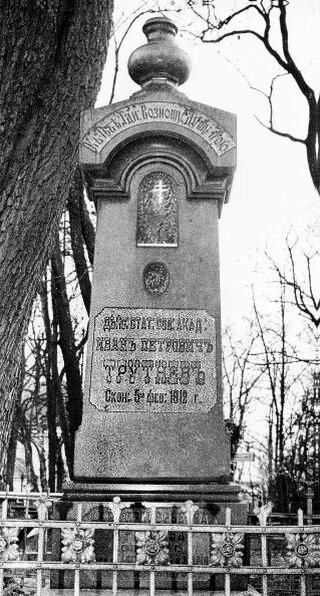
Памятник на могиле И. П. Трутнева

Помимо творчества и педагогической работы Трутнев активно участвовал в общественной жизни. Был одним из организаторов и членов правления виленского Художественного кружка, основанного в 1901 году, устраивал выставки работ своих учеников «без всякого различия веры и народности», был членом благотворительного общества «Доброхотная копейка», Общества ревнителей русского исторического просвещения в память императора Александра III.
За доблестную службу Трутнев награждён орденами Святого Владимира 2-й, 3-й, 4-й степеней, Святой Анны 2-й и 3-й, Святого Станислава 2-й и 3-й степени, в 1881 году удостоен чина коллежского советника, в 1884-м — статского советника, в 1908-м — действительного статского советника.

### Поздние годы
В последние годы жизни из-за слабого здоровья и плохого зрения не писал. Умер 5 февраля (17 февраля) 1912 года на 85-м году жизни и похоронен на Евфросиниевском кладбище.